# Jon Holmberg
Jon Holmberg, född 17 februari 1974 i Uppsala men bosatt i Stockholm, är en svensk regissör och manusförfattare. Hans film- och tv-karriär inleddes med skådespeleri på 90-talet, men sedan sekelskiftet har han huvudsakligen verkat som manusförfattare och regissör till flera svenska långfilmer, såsom Strul (2024), Sune vs Sune (2018), Super-Charlie (2024), samt Sune – Best man (2019) för vilken han nominerades till Guldbaggen för bästa regi. Jon Holmberg har även regisserat ett större antal tv-serier, däribland Café Bärs, Swedish Dicks och Playa del Sol. Utöver film och serier har även skrivit flera teaterpjäser och producerat en lång rad reklamfilmer.

## Filmografi (i urval)

### Regissör
- Super-Charlie (film, 2024)
- Strul (film, 2024)
- Café Bärs (TV-serie, 2013–2020)
- Sune – Best man (film, 2019)
- Sune vs Sune (film, 2018)
- Fallet (TV-serie, 2017)
- Swedish Dicks (TV-serie, 2016)
- Playa del Sol (TV-serie, 2007–2009)

### Manusförfattare
- Super-Charlie (film, 2024)
- Strul (film, 2024)
- Sjölyckan (TV-serie, 2021)
- Sune – Best man (film, 2019)
- Sune vs Sune (film, 2018)
- Playa del Sol (TV-serie, 2007)
- Ett gott parti (TV-serie, 2007)

## Priser och nomineringar (i urval)
- Guldbaggegalan 2020: Nominering för bästa regi, Sune – Best man
- Filmfestivalen i Berlin 2020: Nominering för bästa film i sektionen Generation Kplus, Sune – Best man
- Filmfest Hamburg 2020: Nominering för bästa film i sektionen MICHEL, Sune – Best man
- Filmfestivalen i Berlin 2019: Nominering för bästa film i sektionen Generation Kplus, Sune vs Sune
- Filmfest Hamburg 2019: Nominering för bästa film i sektionen MICHEL, Sune vs Sune
- Seattle International Film Festival 2019: Nominering för bästa film i sektionen Youth Jury Award, Sune vs Sune